# Lac Feuquières
Pour les articles homonymes, voir Feuquières.
Le lac Feuquières est un plan d'eau douce de la partie Sud-Est du territoire de Eeyou Istchee Baie-James (municipalité), en Jamésie, dans la région administrative du Nord-du-Québec, dans la province de Québec, au Canada.
Ce plan d’eau s’étend dans les cantons de Feuquières et de Robert. La foresterie constitue la principale activité économique du secteur. Les activités récréotouristiques arrivent en second.
Le bassin versant du lac Feuquières est accessible grâce à la route forestière R1032 (sens Nord-Sud) qui passe du côté Ouest du lac Gabriel ; en sus, la route 167 passe du côté Est par la vallée de la rivière Normandin, reliant Chibougamau à Saint-Félicien (Québec). La surface du lac Feuquières est habituellement gelée du début novembre à la mi-mai, toutefois la circulation sécuritaire sur la glace se fait généralement de la mi-novembre à la mi-avril.

## Géographie
Le lac Feuquières est situé à 1,4 km à l’Ouest de la limite des régions administratives du Saguenay-Lac-Saint-Jean et Eeyou Istchee Baie-James (municipalité).
Le lac Feuquières comporte une longueur de 12,7 km, une largeur maximale de 3,0 km et une altitude de 392 m. Ce lac compte plusieurs baies, presqu’îles et îles. Trois presqu’îles rattachées à la rive Nord s’avancent vers le Sud (soit le centre du lac) ; l’une sur 5,6 km, la deuxième sur 2,0 km et la troisième sur 4,2 km. À cause de ces trois presqu’îles, cette rivière épouse la forme d’une fourche pointant vers le Nord.
La rivière Titipiti (venant du Sud) constitue le principal tributaire lac Feuquières ; le second, la décharge du lac Salk (venant du Nord-Est). 
L’embouchure de ce lac Feuquières est localisée au fond d’une baie au Nord-Ouest à :
- 20,0 km au Sud-Est de l’embouchure du lac Gabriel (rivière Opawica) ;
- 13,8 km au Sud-Est du lac Rohault ;
- 55,1 km au Sud-Est de l’embouchure du lac Caopatina ;
- 83,7 km au Sud-Est du centre-ville de Chibougamau ;
- 84,1 km au Sud-Est du centre du village de Chapais (Québec) ;
- 77,0 km à l’Ouest du lac Saint-Jean ;
- 92,1 km au Nord du réservoir Gouin ;
- 24,1 km au Nord-Est du centre du village de Obedjiwan[1].

Les principaux bassins versants voisins du lac Feuquières sont :
- côté Nord : lac Rohault, lac Bouteroue, rivière Nemenjiche, lac Nemenjiche, lac Nicabau ;
- côté Est : lac Salk, lac Finbar, rivière Normandin, rivière Marquette Ouest, lac Poutrincourt ;
- côté Sud : rivière Queue de Castor, rivière Ventadour, rivière Titipiti ;
- côté Ouest : rivière Cawcot, rivière Opawica, lac Robert (rivière Opawica), lac Gabriel (rivière Opawica), lac Surprise (rivière Roy).

## Toponymie
Cet hydronyme évoque l’œuvre de vie d'Isaac de Pas, marquis de Feuquières (1618-1688), colonel d'infanterie et lieutenant général. Il a exercé la fonction de vice-roi de la Nouvelle-France, du 30 août 1660 au 5 octobre 1661. Cette hydronyme a été officialisée le 2 novembre 1956 par la Commission de géographie du Québec, l'actuelle Commission de toponymie du Québec.
Le toponyme « lac Feuquières » a été officialisé le 5 décembre 1968 par la Commission de toponymie du Québec, soit lors de sa création.